# Barbora Piešová
Barbora Piešová (* 26. června 2000 Poruba, Slovensko) je slovenská zpěvačka a vítězka šesté řady televizní soutěže Česko Slovenská SuperStar.

## Život a kariéra
Vyrůstala jako nejmladší ze čtyř sester v obci Poruba nedaleko Prievidze. Ke zpěvu se dostala díky sestře Lence, která se v roce 2010 účastnila první řady soutěže Česko Slovensko má talent, v níž se probojovala až do finále.
V roce 2019 ukončila maturitou studium na Spojené střední škole v Novákoch v oboru biotechnologie a farmakologie. Při studiu školy pracovala jako obsluha v pizzerii a jako prodavačka v prodejně s hrnečky. Po maturitě se zaměstnala ve firmě Slovaktual v Prievidzi jako svářečka plastových oken.

### První úspěchy
Před účastí v SuperStar získala značný úspěch v různých regionálních pěveckých soutěžích.
V roce 2017 se stala laureátkou soutěže My Popstar Talentmania a získala možnost nahrát promo CD v nahrávacím studiu.
V témže roce se zúčastnila soutěže Novácký talent, kde získala první místo ve Zlatém pásmu, a soutěže Kremnické laso, kde se umístila znovu první v kategorii sólo zpěv a zároveň získala ocenění za nejlepší vokální výkon.
V následujícím roce v soutěži Křišťálová váza získala první místo a cenu diváků. V soutěži Zemplín Pop Michalovce se stala laureátkou soutěže. Zároveň se jí podařilo v soutěži Novácký talent zopakovat úspěch z předchozího roku a opět se umístila na prvním místě.
V únoru 2020 na portálu YouTube zveřejnila singl Anjeli doplněn videoklipem, pro který složila hudbu i text. Skladba, kterou nazpívala společně se sestrou Lenkou Piešovou získala více než 400 tisíc zhlédnutí. Na YouTube zveřejnila taky vlastní skladbu Zmysel a cover verzi písně Next to Me od Imagine Dragons, která za méně než měsíc překročila hranici 700 tisíc zhlédnutí.

### Účinkování vČesko Slovenské SuperStar
Piešová porotu očarovala už na castingu, na němž zazpívala píseň Next to me od skupiny Imagine Dragons. Dostala se až do Superfinále, ve kterém získala 32,5 %, a porazila tak ostatní čtyři Superfinalisty (Dianu Kovaľovou, Martina Schreinera, Dominiku Lukešovou a Giovanniho Ricciho).

### Kariéra po soutěži
V červnu 2020 vyšlo kompilační album vydavatelství  Warner Music Barbora Piešová: Superstar, na kterém se nacházejí všechny písně, které Piešová v soutěži předvedla.
 30. října 2020 Piešová vydala své debutové album s názvem Som flegmatik, ale optimista. Písně na albu jsou všechny až na jednu v slovenském jazyce a spolupracovala na něm s hudebníky jako Marián Čekovský, Michal Šafrata nebo skupinou Moja Reč. Z alba pocházejí dva oficiální singly, Dážď a  Vesmír, oba doplněné videoklipem.
Od 7. března 2021 do 9. května 2021 byla jednou z osmi soutěžících v šesté sérii pořadu Tvoja tvár znie povedome na televizi Markíza. 

## Diskografie

### Alba
- Barbora Piešová (Víťaz SuperStar 2020) (2020)
- Som flegmatik, ale optimista (2020)
- Dve strany (2022)

### Singly
- Dážď (2020)
- Vesmír (2020)
- Snáď (2022)
- Stačí iba veriť (2022)
- Hriechom (2023)